# Wilde-Donald Guerrier
Wilde-Donald Guerrier   (Port-à-Piment, 31 de març de 1989) és un futbolista haitià de la dècada de 2010.
Fou internacional amb la selecció d'Haití. Pel que fa a clubs, destacà a Violette AC, América des Cayes, TS Wisła Kraków i Qarabağ FK.